# 愛在日月潭
《愛在日月潭》，2009年兩岸合拍偶像劇，大業影視節目傳播有限公司製作。由林心如、文章、柯叔元、蔣欣主演。2009年7月20日於中國北京文艺频道播出。

## 劇情簡介
兩岸分隔的數十年造成多少遺憾，一道海峽深深埋葬了多少真情，時代造成的悲劇，讓江中鶴在嬸婆臨終前踏上尋親之旅，也讓他在台灣遇上一生的摯愛，然而，嬸婆與叔公五十年的離別與相思，讓中鶴面對真愛卻不敢追尋，人們心底最深的秘密與矛盾，就在劇情裏逐一展開。

## 軼事
《愛在日月潭》該劇是2008年第1部前往台灣取景拍攝的一部兩岸合作電視劇，自從2008年台灣官方開放准許中國大陸演藝人員前往台灣公開表演之後。《愛在日月潭》該劇已成為台灣官方開放准許中國大陸藝人前往台灣公開表演的第1部代表性作品!當時該劇的主要演員其中兩位代表「文章」及「蔣欣」等這兩位如今已成為中國大陸一線的男女演員了。據《愛在日月潭》製作人周金陵說過，當時參與該劇演出的「文章」跟「蔣欣」這兩位還剛冒出頭。來台兩個月配合度高也隨和，蔣欣還因太喜歡台灣食物而變胖，一變胖就減肥，導致忽胖忽瘦有點不連戲；小小彬完全不記得螢幕上的第一個媽媽蔣欣，連爸爸溫兆宇2013年1月到上海看到《甄嬛傳》，才知道華妃就是蔣欣。

## 播出時間

### 首播
| 頻道         | 所在地 | 播映日期      | 播出時間 |
| ------------ | ------ | ------------- | -------- |
| 北京文艺频道 | 中國   | 2009年7月20日 |          |
|              | 台灣   | --            |          |

## 演員列表

### 主要演員
| 演員   | 角色   | 介紹 | 登場集數 |
| 林心如 | 安安   | 孟廷未婚妻，飯店女經理。擁有邵族原住民血統!跟孟廷兩人是在國外留學時認識，之後交往。跟隨孟廷回台灣出差。而後與江中鶴在一次阿里山旅遊時結識，接著兩人同遊時遇到山難，而被困在山中。兩人一見如故!之後兩人成功脫險。在得知未婚夫孟廷去大連消息，在李朝香請求下前往大連將孟廷帶回台灣。隨後與江中鶴在大連再次相遇，在她先前送給孟廷的家傳佩戴飾物遭孟廷一氣往外丟的情急之餘飛奔出酒店尋找，而後險遭車撞之際受中鶴所救化險為夷!在與孟廷、江荷、方萍一同在酒店聚會時被孟廷逼問有關跟中鶴兩人在台灣相識種種之際發生感情失和，而後在親眼目睹孟廷與中鶴大打出手時卻無計可施!在與江荷閒聊有關與中鶴之間的關係時，內心已經開始動搖。又顧忌與孟廷還是未婚夫妻的關係!而後回台灣聽聞孟廷與江荷兩人已經在大連發生關係時，心裡開始焦慮不安。與李朝香一同去大連出席孟廷與江荷的時尚服裝秀，與孟廷商量有關婚禮事宜。而後在孟廷開車載回飯店途中雙雙發生意外事故，與孟廷兩人陷入昏迷被送醫急救!之後感覺孟廷車禍的一切事故是自己造成，心裡覺得內疚不已!在孟廷昏迷住院的這段期間不眠不休地一直待在身邊照顧他。之後也正因為與中鶴先前倆曾在畫室約會的這一幕被偷拍，照片流入李朝香手裡得知她與中鶴曾相戀的一切種種事情被李要求馬上與孟廷分手、解除婚約。雖然面對李朝香一直不諒解，但始終一直待在孟廷身邊照顧他，而後又面對前來醫院探視孟廷的江荷，在兩人之間的對話之下冰釋前嫌成相知相惜的好友!而後陪同李朝香幫忙將孟廷帶回台灣繼續療養，也代表李朝香又回大連與詹森談判有關收購飯店事宜。並警告詹森，在警告的同時也錄下與詹森對話的一切證據。在與李朝香一同回台灣重振飯店事業重心開始之際，又聞訊孟廷在醫院甦醒後逃離醫院的消息時飛奔前去尋找孟廷下落，在江荷電話口中得知孟廷跟江荷在一起時立馬前往冰淇淋店尋找孟廷下落，正好見到孟廷與江荷、拓拓他們共享天倫之樂之際與孟廷相遇了!然而在之後孟廷完全恢復記憶以及知道所有事情種種的一切真相之後，就發覺與孟廷之間的感情真的不適合之下，與孟廷解除婚約。最後決心成全孟廷與江荷!隨後與江中鶴開始正式交往。 |          |
| 文章   | 孟廷   | 孟皓東跟李朝香兒子，國外留學回來的富二代。安安未婚夫，孟元同父異母哥哥!因得知父親孟皓東在大連身亡的消息趕回台灣處理一切事務!與江荷因生意上接洽因素在機場結識，成生意上夥伴。之後得知未婚妻安安受困於山中而尋找安安下落，接著聞訊陸依依在大連住院的消息與江荷趕往大連探視!與安安、江荷、江中鶴之間有感情糾葛的關係。在大連聽聞安安與江中鶴的關係時與江中鶴在酒店大打出手!與安安正因為這樣感情上出問題。而後孟廷為了安定跟安安之間的感情，並提議要跟安安兩人在大連完成婚禮。隨後又得知安安與中鶴兩人關係似乎不尋常之際開始焦慮，在此時與江荷開始去酒吧狂歡。在兩人狂歡不省人事之後開始發生關係。而後孟廷酒醒來後得知已與江荷發生關係之際，內心正開始動搖了!然而一邊顧忌跟江荷之間關係、另一邊又放不下跟安安之間感情。而後在與江荷合夥經營的公司慢慢步上軌道之際，聞訊母親李朝香要來大連的消息時，收拾行李打算搬離與江荷同住的住所。在此時聽了江荷的告白以後，內心就完全開始動搖!而後與江荷在大連舉辦時尚表演成功，使公司經營開始正式步上軌道。在慶功宴中與陸依依一同介紹生意夥伴王志剛給江荷認識!與江荷雖依舊共事但立場關係開始變得尷尬。而後經依依口中得知江荷懷有身孕的消息後，內心又開始焦慮不安!聞訊後立即飛奔去找江荷，又目睹江荷獨自一人在屋裡酗酒的節骨眼時即時阻止，勸江不得再酗酒，對孩子不好。隨後開車去接安安回飯店途走發生車禍事故，陷入昏迷!在受傷昏迷的這段期間雖有安安在一旁不眠不休照顧，之後因為李朝香在台灣的飯店事業大火面臨空前危機的情況下，被帶回台灣繼續療養!而後在療養的5年這段期間後開始奇蹟似甦醒，在甦醒時發現自己人在台北醫院療養，之後便自己拔掉插管而擅自逃離醫院，在過馬路時不慎遭前方路過的車輛撞倒，正好江荷就是這輛車的車主，在江荷下車前來關心時陰錯陽差與孟廷再次重逢了!在與江荷、拓拓他們在共享天倫之際，安安聞訊他甦醒的消息之後就飛奔過來找他，之後跟安安一同向江荷、拓拓他們暫別!而後在安安的陪同下前往醫院覆診，在覆診的同時再次碰見江荷與拓拓倆母子!接著在第28集裡獨自一人坐在飯店時回想起當年的所有一切，而後就慢慢開始恢復記憶。也據安安與康林的口中得知當年在大連洽談生意的種種一切以及所有事情一切的真相，之後與康林兩人冰釋前嫌，化解一切恩怨!然而與康林兩人得知中鶴與方萍倆從法國歸來的消息，前去機場迎接中鶴與方萍。在雙方一同在飯店聚會的同時又見似曾相似的畫畫，卻想起當年為何與安安感情失和的事!接著也懷疑所有的一切出自康林之手，再跑去找康林興師問罪，也險大打出手!在康林的口中已得知江荷已懷了他的骨肉之際，而得知拓拓是他跟江荷所生的親生骨肉之際再度受到刺激了。然後在康林與安安兩人分別跟他述說一切的事情真相以後就開始重修舊好!接著得知江荷與拓拓倆母子的台灣老家地址時，就飛奔去尋找江荷並與拓拓相認。而後也得知自己的真愛並非安安，而是江荷!於是之後向江荷表白，並成全安安與江中鶴!隨後原本打算要與江荷、拓拓過幸福生活，卻不料天意弄人親眼目睹江荷車禍身亡了!最終一人獨自撫養拓拓。 |          |
| 柯叔元 | 江中鶴 | 來自大連的一位畫家，擁有私人工作室。愛好攝影!江逢時姪孫、江荷親戚!因受嬸婆臨終前的託付下前往台灣去尋親，接著去阿里山旅遊時結識了安安，之後與安安一同遊阿里山。接著遇到山難時兩人受困，脫險之後兩人成好友。而且從那時就開始心儀安安!與江逢時重逢，之後返回大連時陰錯陽差與安安再次見面，而且也親眼目睹安安衝出酒店去撿她佩戴飾物，而險遭車撞之際出手相救安安。在被孟廷發現與安安之間的關係時與孟廷在酒店大打出手!與安安、孟廷、江荷之間有情感糾葛關係。原先已成全安安與孟廷結婚的他在聞訊兩人發生車禍事故時，怒氣之下跑去醫院探望安安、照顧安安的情急中，被方萍制止!隨後在安安與孟廷解除婚約之際，與安安變成相知相惜。 |          |
| 蔣欣   | 江荷   | 江逢時跟莊滿妹女兒，實質是江逢時繼女。孟廷、陸依依事業上合作伙伴，和孟廷是因為生意上接洽因素兩人在機場上相識!與孟廷、安安也有感情糾葛關係。為人心機重、敢愛敢恨，一心想拆散孟廷與安安之間感情。也曾經間接挑撥孟廷、安安與江中鶴三人之間發生衝突的罪魁禍首!在得知孟廷要與安安在大連結婚的此時卻企圖以公司營運發展為藉口企圖阻擾孟廷與安安的婚禮。在與孟廷同時藉談生意為目的刻意接近孟廷，而後與孟廷在酒吧狂歡的此時也發生了關係!之後原先與孟廷協議息事寧人，當作什麼事都沒發生，之後得知孟廷要搬離住所時又出面勸阻。而且向孟廷表白!之後與孟廷聯手舉辦服裝時尚表演成功，在大連服裝界開始嶄露頭角，然而在宴會中結識依依的合作夥伴王志剛，美貌的才華外表吸引了王志剛囑目!而後與孟廷雖然依舊是同事，但立場卻變得很尷尬。然而卻發現肚子已懷有跟孟廷的親生骨肉，曾一度想輕生卻被依依發現所救，也向依依訴說有關肚子懷有跟孟廷骨肉之事。在與依依訴說有關肚子裡孩子之事後原本打算要在孟廷與安安結婚之前要親自了結這一切，但此時卻心裡又陷入焦慮不安。而且曾一度沈淪酗酒，被趕來的孟廷發現及時制止。然而在孟廷苦口婆心的勸說下保住了肚子裡的孩子，之後聞訊孟廷與安安發生車禍出事了，並趕去醫院關心!之後聞訊孟廷可能昏迷不醒的情況下傷心欲絕，又面對李朝香一直責怪安安的情況中卻無計可施!然而向依依訴說有關於孟廷出車禍的事，令自己內心覺得很有罪惡感、也很自責。再者懷疑孟廷車禍的事是依依跟詹森聯手策劃，含淚向依依興師問罪!在孟廷車禍昏迷一段時間暫代公司一切事務，與孟廷合伙人王志剛開始有業務上接洽。然而在王志剛得知孟廷車禍事故昏迷時，就向王說明有關孟廷情況的事。之後與王志剛一同巡視廠房，原本在與王訴說有關自己的一切之後決定要跟王志剛過下半輩子，但此時心裡依舊對孟廷餘情未了!然而原本在依依的勸說之下要求她馬上將孩子拿掉，此時的她又開始對孟廷放不下。也跟依依講明她非常愛孟廷，為了孟廷願意付出所有一切。也誓言在孟廷昏迷的這段期間努力幫他打理好時尚公司的所有一切事務。也堅持要將孩子生下來撫養!而後又得知安安與中鶴先前在畫室相見的畫面被偷拍以及孟廷車禍事故、李朝香飯店事業大火所有的一切計畫為依依及詹森倆的陰謀，情急之下向依依再次興師問罪，接著也勸依依馬上收手，離詹森遠點!也向依依表態對孟廷的一切感情只是出自於歉疚，也不可能再一起了!在孟廷昏迷的那段期間也去醫院探視，面對曾經害孟廷、安安感情失和及間接害李朝香飯店經營權失去的她心裡也有股罪惡感。與安安兩人之間開始冰釋前嫌成好友!然而與王志剛倆人在大連領證結婚，相處5年。隨後為了逃避孟廷而跑回台灣老家!原本悄悄生下拓拓之後過未婚媽媽生活，在駕車載拓拓兜風同時不慎撞到前車過馬路的那位病人，接著在下車關心詢問時發現就是孟廷!然而與孟廷就這樣陰錯陽差之際再次重逢了，之後就帶孟廷去西服店更換西服。而後在與孟廷重逢之際內心再次開始動搖!原本正打算要收拾行李回大連與王志剛在一起的同時卻收到一封王志剛從大連寄來的離婚協議書及道別信，在此時內心開始掙扎，但看完了王志剛寄來的道別信之後，逐漸開始釋懷了!也衷心祝福王志剛能再尋找另外一個伴侶得到幸福。而後面對孟廷恢復記憶又千里迢迢來尋找時，內心又面臨另外一種考驗。在跟孟廷聊及有關拓拓時就勸孟廷不用為這些事煩惱，也承諾會離開孟廷獨自一人撫養拓拓，衷心祝福孟廷與安安兩人幸福。然而與安安在閒聊時也聊及有關之前大連與孟廷發生關係之事，也曾一心想勸和安安跟孟廷，之後在安安口中聞訊要跟孟廷取消婚約的消息時，心情開始驚訝!而馬上向安安勸說要她好好跟孟廷在一起，不要因為自己跟拓拓母子的事動搖。然而發現孟廷的真愛是自己之後就決定放棄一切，在孟廷對她的真情告白下感動了。原本與孟廷過幸福生活，不料天意弄人。最後死於車禍身亡! |          |

### 其他演員
| 演員   | 角色   | 介紹 | 登場集數 |
| 高潔   | 方萍   | 孟廷、江荷工作夥伴，心儀江中鶴。但始終被江中鶴當成妹妹看待! |          |
| 趙靜   | 李朝香 | 孟皓東前妻，孟廷母親。飯店董事長，事業女強人、勢利眼!因得知當年孟皓東曾在外與情婦陸依依有染，憤而向陸依依報復!原本視安安為理想媳婦的她，在聞訊安安與孟廷在大連發生車禍事故。接著安安受輕傷，孟廷卻重傷昏迷的情急下怪罪安安，認定這一切車禍事故是安安她造成，開始對安安不諒解!也得知孟廷的車禍事故與陸依依有關之際，與傅康林一同去找依依興師問罪。也表明要抽回先前投資孟廷公司資金，被依依及江荷拒絕!然而與依依、江荷等人再次正面交鋒。之後自己辛辛苦苦建立的飯店王國事業開始陷入空前經營危機下，最後也覺悟釋懷了。 |          |
| 田麗   | 陸依依 | 孟皓東當年在外相識的情婦，時尚界女強人。李朝香死敵，江荷、孟廷事業夥伴!與孟皓東生下兒子孟元。為人心狠手辣，之後與合夥人詹森一同策劃孟廷車禍意外事故，被傅康林揭穿!趁孟廷昏迷這段期間接手孟廷時尚公司，與江荷一起共事。接著又曾暗中派人跟監安安跟中鶴並偷拍他們倆在畫室相聚的畫面而故製造事端，使陷入危機的孟家開始面臨一場黑色風暴。之後這一切被江荷及李朝香知道有關安安跟中鶴的所有一切，而正因為這一切風暴被江荷知道時，在公司受江荷興師問罪!而後也向江荷表明這一切事情是為了保住公司的所有一切才下此毒手，於是依依的所作所為而因此受到江荷的不諒解。 |          |
| 任東霖 | 傅康林 | 李朝香特助，安安同事!為人忠心耿耿、但實質上城府很深。傅明生兒子，因為聞訊父親當年因為畢生的心血「瑪格麗特」專利權被李朝香賣掉的事對李懷恨在心，所以之後有目的跟隨李朝香身邊擔任特助，也曾暗中與陸依依、詹森他們合作，而且也間接害孟廷在大連出車禍事件的幫兇之一。雖然早有耳聞有關李朝香與陸依依兩人當年的一切恩恩怨怨，但面對她們的他扮演和事佬的角色，也親眼見證孟廷、江荷與安安之間感情的一位旁觀者!在孟廷車禍意外事故及李朝香飯店發生大火的同時，親自去調查所有事故的一切，之後發現這所有一切事故的始作俑者為依依與詹森，接著前往依依處所及孟廷公司找他們倆興師問罪並勸說要他們馬上收手。之後在李朝香暗中派人調查自己身世，曝光之後也向李朝香坦承所有一切!也正因為一切事情曝光之後而被李朝香開除暫離飯店職務。接著5年後經安安口中得知孟廷甦醒此時，與孟廷兩人在飯店重逢。也跟孟廷坦承過去曾做出對不起孟家的所有一切，而後與孟廷兩人冰釋前嫌，恢復友好關係! |          |
| 葉青青 | 愛麗   | 安安姐妹掏好友，心儀傅康林! |          |
| 民雄   | 阿朗   | 江中鶴、安安台灣好友，原住民!心儀愛麗，但可惜心意被愛麗拒絕。 |          |
| 黃小立 | 江逢時 | 江中鶴叔父、江荷繼父。 |          |
| 賀強   | 王志剛 | 李朝香在大連的生意伙伴，與孟廷、依依也有生意上合夥關係。也是幫助孟廷服裝設計公司步上軌道的一位貴人!在一次宴會上經依依與孟廷的介紹下結識江荷，並坦言欣賞江荷的服裝設計才能，而開始心儀江荷。之後聞訊孟廷車禍事故之際向江荷關切有關孟廷的事，在江荷暫代孟廷公司一切事務時與江荷開始有業務上接洽。也陪同江荷一起去巡視廠房!在巡視廠房同時也開始向江荷告白，但江荷卻不為所動。然而原本與江荷相識之後，在聽聞有關江荷的一切種種之後曾承諾要好好照顧江荷一輩子!也跟江荷訂了婚約，之後倆人在大連領證結婚相處5年。在江荷生下拓拓之後，視拓拓為親生兒子般看待!最後在依依口中聞訊江荷與拓拓兩母子在台灣與孟廷再次重逢的事之後，就發覺江荷她心裡的真愛並非自己，於是與江荷離婚。最後並祝福江荷與孟廷! |          |
| 姚黛瑋 | 庄滿妹 | 江逢時年輕時的紅粉知己，之後成繼室。江荷母親! |          |
| 秦焰   | 詹森   | 陸依依昔日合作夥伴，跟陸依依也有利害上關係。在聞訊孟廷在大連發生車禍的消息後致電給陸依依，意圖要與依依聯手奪取李朝香所有飯店事業，接著也密謀與陸依依一起搞垮李朝香飯店一切事業及孟廷時尚服裝公司，也策劃派人放火燒李朝香所經營的飯店餐廳。最終面臨法律制裁! |          |
| 何欣   | 盧松   | 江中鶴、方萍好友! |          |
| 張鑫鳴 | 孟元   | 孟皓東與陸依依的兒子，孟廷同父異母弟弟! |          |
| 小小彬 | 拓拓   | 孟廷與江荷的兒子! |          |

### 客串演出
| 演員   | 角色   | 介紹 | 登場集數 |
| 黃文豪 | 孟皓東 | 孟廷父親，李朝香前夫。「麗致紡織企業」董事長，當年與李朝香因感情失和走上離婚之途!而後在外結識情婦陸依依，並生下兒子孟元!原先與情婦陸依依在大連服裝秀發表會成功之後，攀上頂峰。不料因為遭前妻李朝香擁有百分之六十股份的因素被迫交出董事長之位下台。之後走上絕路，跳樓身亡! |          |

## 電視劇歌曲
| 曲別   | 歌名             | 演唱者 | 作詞 | 作曲 |
| 片頭曲 | 忘記你不如失去你 | 楊培安 |      |      |
| 片尾曲 | 海洋             | 林心如 |      |      |
| 片尾曲 | 堅持愛           | 文章   |      |      |
| 插曲   | 習慣了           | 林心如 |      |      |

## 重要場景
- 阿里山
- 日月潭
- 涵碧樓
- 台北101
- 宜蘭縣
- 清境農場

## 製作團隊
- 製作人：楊承山、周金陵
- 編　劇：葉鳳英、張璐、張雅郡
- 導　演：李保平、丁仰國
- 製作公司:大業影視節目傳播有限公司
- 贊助單位：

## 新聞
- 華妃蔣欣暴紅 舊作《日月潭》解套

## 作品的變遷
| 中国 北京文艺频道 | 中国 北京文艺频道              | 中国 北京文艺频道 |
| ----------------- | ------------------------------ | ----------------- |
|                   | 愛在日月潭 (2009.07.20 - 待查) |                   |
| -                 | -                              |                   |

| 臺灣地區 | 臺灣地區   | 臺灣地區 |
| -------- | ---------- | -------- |
|          | 愛在日月潭 |          |
| -        | -          |          |